# André Labarthe (Journalist)

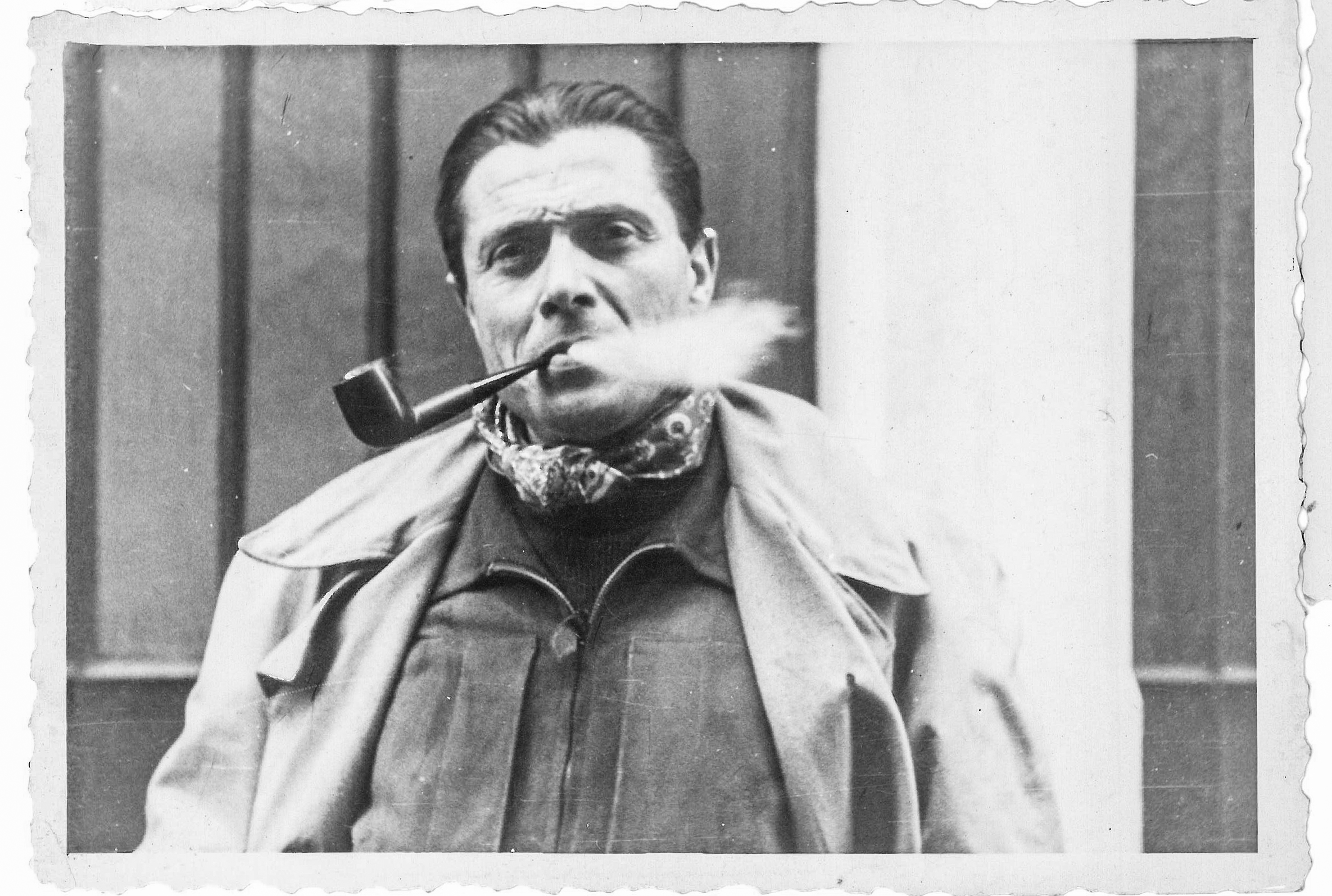
André Labarthe

André Labarthe (* 26. Januar 1902 in Paris; † 12. November 1967 ebd.) war ein französischer Journalist. Er wurde unter anderem als Mitglied der französischen Exilregierung während des Zweiten Weltkriegs bekannt.

## Leben und Tätigkeit
Labarthe war der Sohn einer Haushälterin. Nach dem Schulbesuch studierte er Naturwissenschaften. 1931 wurde er Assistent für mechanische Physik an der Pariser Universität. Später wechselte er in die Forschungsabteilung des französischen Luftfahrtministeriums.
Politisch entwickelte Labarthe antifaschistische und kommunistische Anschauungen.
Pierre Cot betraute Labarthe 1936 mit dem Posten des Direktor des technischen Rüstungsdienstes im Luftfahrtministerium, den er bis 1938 innehatte.
1939 veröffentlichte Labarthe ein Werk über die militärische Situation in Europa (sinngemäßer deutscher Titel: „Frankreich vor dem Krieg“), in dem er das wirtschaftliche und militärische Potential des Deutschen Reiches und Frankreichs miteinander verglich. Im selben Jahr ernannte die Regierung Daladier ihn zum Direktor des Büros für Forschung und Entwicklung der französischen Regierung ernannt.
Nach der deutschen Besetzung Frankreichs im Frühling 1940 flüchtete Labarthe am 24. Juni 1940 von Bordeaux nach London, wo er sich der von Charles de Gaulle angeführten Bewegung Freies Frankreich anschloss. Im Juli 1940 ernannte de Gaulles ihn zum Direktor der Rüstungsabteilung des Zivilkabinetts seiner Exilregierung. Bereits am 14. September 1940 wurde er seines Amtes nach einem Streit mit Aristide Antoine, dem Chef der Abteilung für öffentliche Dienste der Exilregierung wieder enthoben. Eine ihm dann ersatzweise übertragene Stellung als Präsident des Komitees für die Entwicklung der Marineschulen der Exilregierung gab er ebenfalls bald wieder auf.
Nach seinem Ausscheiden aus der französischen Exilregierung entwickelte Labarthe sich zu einem nachdrücklichen Gegner von de Gaulles: Er gründete im Herbst 1940 die exilantische Monatszeitung La France Libre, die von September 1940 bis Dezember 1946 erschien. Der Sitz der Redaktion befand sich zunächst in London (15 Queensbury Place), bevor er 1943 nach Algier verlegt wurde. Die Auflage der Zeitung steigerte sich von anfangs 8.000 auf zuletzt 25.000 Exemplare pro Ausgabe steigerte. Als Beiträger für das Organ konnte er Persönlichkeiten wie Georges Bernanos, Albert Curie, Henri Focillon, Camille Huysmans, Jacques Maritain, Robert Marjolin, Juley Roy und Herbert George Wells gewinnen. Eine Sonderausgabe der Zeitung wurde im Sommer 1943 von der Royal Air Force über dem deutschbesetzten Frankreich abgeworfen.
Die öffentliche Resonanz, die er durch seine Zeitung gewann benutzte Labarthe, um sich zusammen mit führenden Mitarbeitern seiner Zeitung, der Gruppe Jean Jaurés und der Gruppe um den Admiral Émile Muselier eine informelle Gruppe linker Gegner von de Gaulle zu etablieren, indem sie ein „Exekutivkomitee des Freien Frankreichs“ als Gegenpol zu de Gaulles Regierung auf die Beine stellte. Labarthe übernahm die politische Leitung des Ausschusses und leitete seine Propagandaarbeit. Nachdem das Unternehmen des Exekutivkomitees im Sommer 1942 im Wesentlichen gescheitert war, entwickelte Labarthe sich zu einem scharfen Gegner von de Gaulle. Seine Zeitung gab er zu diesem Zeitpunkt eine dezidiert anti-gaullistische Stoßrichtung.
Aus der Perspektive der Nachwelt bemerkenswert ist, dass Labarthe in einer Sendung des Frankreich-Programms der BBC während der Kriegsjahre die Deportation der europäischen, speziell der französischen, Juden nach Osteuropa – ein Thema das während der Kriegsjahre nur wenig in den Medien der alliierten Länder thematisiert wurde – ansprach und die Bevölkerung Frankreichs dazu aufrief, die Juden in Frankreich unter ihren Schutz zu stellen und vor dem Zugriff der deutschen Besatzer zu verbergen.
1946 nahm Labarthe als journalistischer Beobachter an der Zündung der amerikanischen Atombombe im Bikini-Atoll teil.
Nach seinem Tod im Jahr 1967 tauchten Behauptungen auf, dass Labarthe seit 1935 Beziehungen zum sowjetischen Geheimdienst unterhalten habe. Diese wurden indessen von vielen Personen, die mit ihm zu Lebzeiten zusammengearbeitet hatten, wie auch von vielen Historikern angezweifelt. 1987 stellten Peter Wright und Thierry Wolton auf der Basis von entschlüsselten Kommunikationen des sowjetischen Geheimdienstes aus den Jahren 1940 bis 1948 über einen Spionagering in der französischen Exilantengemeinschaft (Projekt Venona) die These auf, dass Labarthe und seine Sekretärin Martha Lecoutre seit 1940 sowjetische Agenten waren. Christopher Andrew und Oleg Gordievsky kamen später aufgrund einer erneuten Untersuchung von Akten zum Projekt Venona zeigen würde, dass eine Gruppe sowjetischer Agenten in den französischen Exilantenkreisen in Großbritannien existierte und dass Labarthe dieser Gruppe unter dem Codenamen Jérome angehört habe.

## Schriften
- Nouvelles Méthodes de mesures mécaniques, Gauthier-Villars & Blondel La Rougery, Paris 1936.
- La France devant la guerre La balance des forces, Bernard Grasset, Paris 1939.
- Retour au feu, Éditions de la Maison française, New York 1943.
- Statu quo de la peur, Éditions Défense de la France, Paris 1946.
- La Vie commence demain, René Julliard, Paris 1947.
- De la bombe atomique au sérum Bogomolotz, Société de papeterie et d'imprimerie de Grenelle, Paris 1951.
- Document sur le pétrole du Sahara, Imprimerie centrale commerciale, Paris 1957.